# ファミリー・ゲーム/双子の天使
『ファミリー・ゲーム/双子の天使』（ファミリー・ゲーム/ふたごのてんし、The Parent Trap）は、1998年のアメリカ合衆国のファミリー映画。監督はナンシー・マイヤーズ、出演はリンジー・ローハン、デニス・クエイド、ナターシャ・リチャードソンなど。原作はエーリッヒ・ケストナーの1949年の児童文学『ふたりのロッテ』（原題: Das doppelte Lottchen）で、同原作の1961年の実写映画化作品『罠にかかったパパとママ』（ヘイリー・ミルズ主演）のリメイクである。1961年作品同様、舞台はアメリカ合衆国に変えられている。

## ストーリー
幼少時に両親が離婚し、互いに相手の存在を知らぬまま育った双子が、サマーキャンプで偶然出会って意気投合し、皆で一緒に暮らせるよう、両親の復縁を試みる。

### 1961年版との違い
ストーリー展開はほぼ同じであるが、舞台が映画公開当時（1998年）に変更され、ほとんどの登場人物の名前が変えられている。また、主人公の双子の年齢が引き下げられ（もうじき14歳→11歳）、前作では双子が育てられた場所がボストン（アメリカ東海岸）とカリフォルニア（アメリカ西海岸）だったが、ロンドンとカリフォルニアになっている。
前作では母方の祖母や父の雇う男性使用人が登場するが今作では登場しない。前作では父ミッチの使用人である男女が双子の手助けをするが今作では母方の執事と父方の家政婦が双子の味方となり、二人の恋愛エピソードが描かれている。
ハリーがエレベーターに乗るシーンでオリジナル版の主題歌『レッツ・ゲット・トゲザー』を口ずさむ。

## キャスト
- ハリーとアニーはリンジー・ローハンが一人二役で演じている。

ハリー・パーカー
演 - リンジー・ローハン、日本語吹替 - 菊地ゆうみ
双子であることを知らずに育った11歳の少女。
父ニックに引き取られ、カリフォルニアの父が経営する農園でのびのびと育った。負けず嫌いな性格。
アニー・ジェームス
演 - リンジー・ローハン、日本語吹替 - 菊地ゆうみ
双子であることを知らずに育った11歳の少女。
母エリザベスに引き取られ、ロンドンの上流家庭で育った。
ニック・パーカー
演 - デニス・クエイド、日本語吹替 - 大塚明夫
双子の父。ハリーを引き取って育てた。
ナパバレーの裕福なブドウ農園主。
エリザベス・ジェームス
演 - ナターシャ・リチャードソン、日本語吹替 - 安達忍
双子の母。アニーを引き取って育てた。
ロンドンの有名なウェディングドレス・デザイナー。
メレディス・ブレイク
演 - エレイン・ヘンドリックス、日本語吹替 - 井上喜久子
ニックの婚約者。ニックの財産目当て。
チェシー
演 - リサ・アン・ウォルター、日本語吹替 - 小宮和枝
パーカー家の家政婦。ハリーの母親代わり。
マーティン
演 - サイモン・クンツ、日本語吹替 - 青野武
ジェームス家の執事。アニーを溺愛。
エリザベスからは兄のように慕われている。
マーヴァ・カルプ・シニア
演 - ポリー・ホリデイ
サマーキャンプ主催者。
マーヴァ・カルプ・ジュニア
演 - マギー・ホイーラー
マーヴァ・カルプ・シニアの娘でアシスタント。
チャールズ・ジェームス
演 - ロニー・スティーヴンス、日本語吹替 - 辻村真人
双子の祖父。エリザベスの父。
ハリーとアニーの入れ替わりに気付く。
ヴィッキー・ブレイク
演 - ジョアンナ・バーンズ
メレディスの母。

## 製作
ハリーがアニーの耳にピアスの穴を空けるシーンがあるが、日本ではそのシーンが削除されている。双子の父親ニックと財産目当てで結婚しようとするメレディス・ブレイクの母親ヴィッキーを演じたジョアンナ・バーンズは、『罠にかかったパパとママ』では双子の父親ミッチと財産目当てで結婚しようとするヴィッキー・ロビンソン役で出演している。またメレディスの電話相手とされるモスビー司祭は『罠にかかったパパとママ』で双子の父ミッチとヴィッキーの結婚式を執り行うために招かれ、最終的に双子の両親の再婚の式を執り行った牧師である。

## 作品の評価
Rotten Tomatoesによれば、批評家の一致した見解は「脚本・監督のナンシー・マイヤーズは1961年のオリジナル版の勝利の方程式を採用し、それを感じよく現代風にアレンジしている一方、若きスターであるリンジー・ローハンは大ブレークした役で光り輝いている。」であり、51件の評論のうち高評価は86%にあたる44件で、平均点は10点満点中6.82点となっている。
Metacriticによれば、19件の評論のうち、高評価は13件、賛否混在は6件、低評価はなく、平均点は100点満点中64点となっている。